# Йонемото Такудзі
Такудзі Йонемото (яп. 米本 拓司, нар. 3 грудня 1990, Ітамі) — японський футболіст, півзахисник клубу «Токіо».

## Клубна кар'єра
Грав у футбол в середній школі Ітамі, по завершенні якої у 2008 році він був запрошений на перегляд у клуб «Віссел» (Кобе), проте у його складі так і не зіграв.
У жовтні 2008 року він був на перегляді у «Токіо», а через місяць підписав контракт з клубом.  Відтоді встиг відіграти за токійську команду 181 матч в національному чемпіонаті.

## Виступи за збірну
Виступав за юнацьку збірну Японії, у складі якої був учасником чемпіонату світу серед юнацьких команд 2007 року, де японці не вийшли з групи.
6 січня 2010 року дебютував в офіційних матчах у складі національної збірної Японії в матчі відбору на Кубок Азії 2010 року проти збірної Ємена (3:2). Наразі цей матч так і залишається єдиним у формі головної команди країни.

## Титули і досягнення

### Командні
- Володар Кубка Джей-ліги: 2009
- Переможець другого дивізіону Джей-ліги: 2011

### Індивідуальні
- Найкращий гравець Кубка Джей-ліги: 2009
- Найкращий молодий гравець Кубка Джей-ліги: 2009